# Piroshasú csiröge
A piroshasú csiröge (Hypopyrrhus pyrohypogaster) a madarak osztályának verébalakúak (Passeriformes) rendjébe, azon belül a csirögefélék (Icteridae) családjába tartozó Hypopyrrhus nem egyetlen faja.

## Rendszerezése
A fajt Léonce Marquis de Tarragon írta le 1847-ben, a Cassicus nembe Cassicus pyrohypogaster néven.

## Előfordulása
Kolumbia területén honos. A természetes élőhelye szubtrópusi és trópusi hegyi erdők. Állandó, nem vonuló faj.

## Megjelenése
Testhossza 31 centiméter, testtömege 101 gramm.